# Anthophagus alpinus
Anthophagus alpinus är en skalbaggsart som först beskrevs av Gustaf von Paykull 1790.  Anthophagus alpinus ingår i släktet Anthophagus, och familjen kortvingar. Arten är reproducerande i Sverige.